# Neunkirchen (Saarland)
Neunkirchen is een gemeente in de Duitse deelstaat Saarland, gelegen in de Landkreis Neunkirchen.
De stad telt 46.037 inwoners.
De plaatsnaam, die Nieuwkerke betekent, wordt uitgesproken met de klemtoon op de eerste  lettergreep Neun-.

## Stadsdelen
| Stadsdeel (postcode)                | Aantal inw. 31-12-2020    |
| ----------------------------------- | ------------------------- |
| Furpach (66539)                     | 3.895                     |
| Hangard (66540)                     | 1.776                     |
| Heinitz (66540)                     | 633                       |
| Kohlhof (66539)                     | 1.639                     |
| Ludwigsthal (66539)                 | 1.112                     |
| Münchwies (66540)                   | 1.138                     |
| Neunkirchen-stad (66538 Innenstadt) | 22.634                    |
| Sinnerthal (66540)                  | 522                       |
| Wellesweiler (66539)                | 5.085                     |
| Wiebelskirchen (66540)              | 8.917                     |
| Totaal                              | 48.316 (31 december 2022) |

Van de bevolking , per 31 december 2022 48.316 zielen, waren evangelisch-luthers: 11.957 = 24,75 %; rooms-katholiek: 18.414 = 38,11 %; aanhanger van een andere geloofsgemeenschap, of atheïst: 17.945 = 37,14 %.

## Ligging, infrastructuur
Neunkirchen  ligt aan de Blies, een zijrivier van de Saar.
Naburige plaatsen zijn o.a. Bexbach en Homburg, resp. ongeveer 9 en 15 km in oostelijke richting, Sulzbach en  Saarbrücken, resp. 7 en 17 km in zuidwestelijke richting, en Sankt Wendel, 18 km noordwaarts.

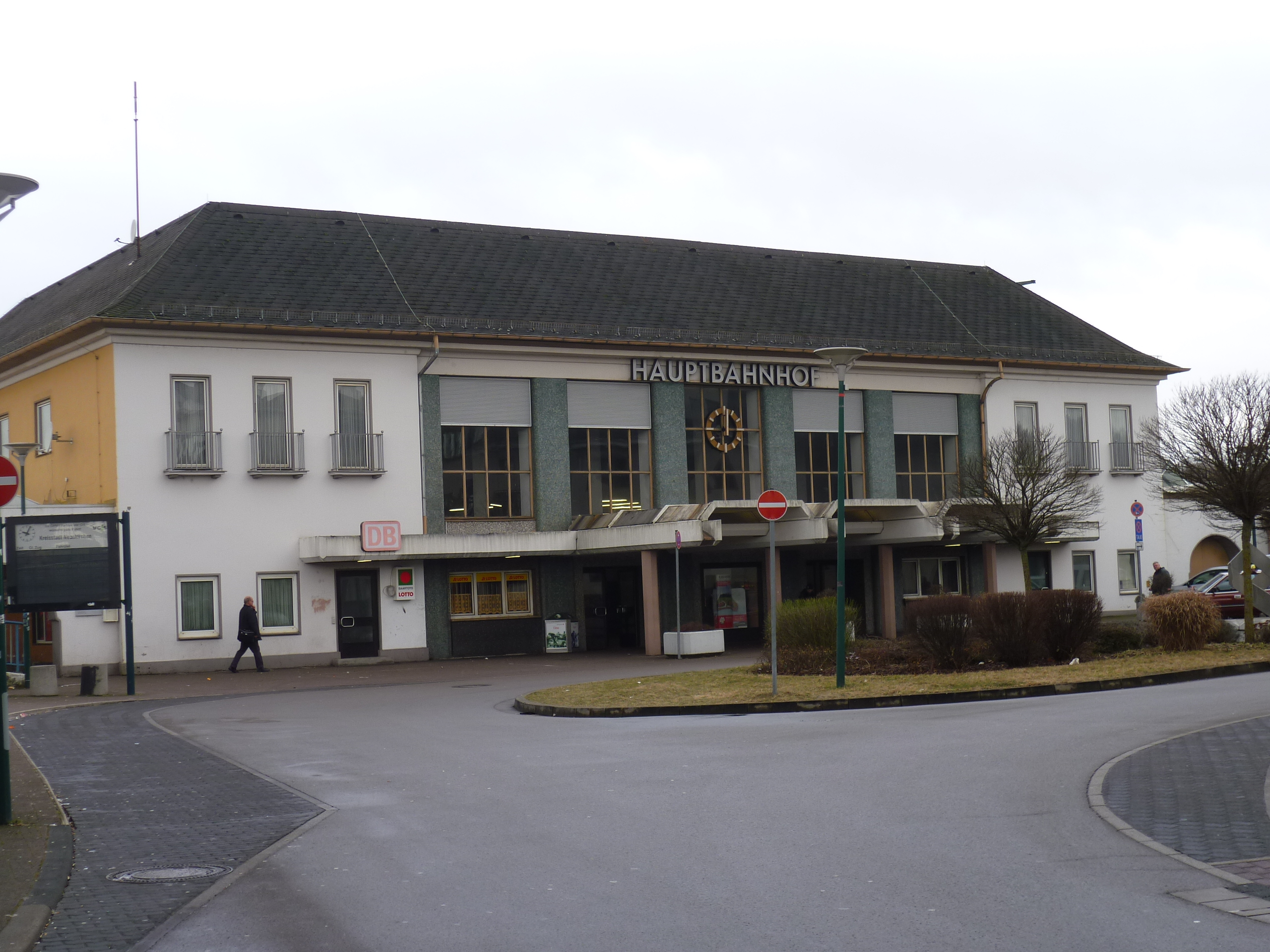
Centraal station

Station Neunkirchen (Saar) Hbf, geopend in 1852, is een regionaal belangrijk spoorwegknooppunt. Het ligt aan de spoorlijn Bingen - Saarbrücken,  de spoorlijn Homburg - Neunkirchen en de spoorlijn Saarbrücken - Neunkirchen. Voorstadstations zijn er te Wiebelskirchen, ten noorden van het centraal station, aan de lijn naar Bingen, en te Wellesweiler, ten oosten daarvan, aan de lijn naar Homburg. Tot 1978 bestond een klein tramnet, sindsdien is er alleen openbaar vervoer per bus voor verbindingen tussen het station en het centrum en de verderaf gelegen stadsdelen.
Neunkirchen ligt nabij een knooppunt van Autobahnen. De Autobahn A8 loopt zuidelijk om de stad heen; via de afritten 24 en 25 van deze Autobahn kan men Neunkirchen bereiken. Enkele kilometers ten oosten van de stad ligt Kreuz Neunkirchen, waar de A8 de Autobahn A6 kruist. Belangrijke hoofdwegen zijn verder o.a. de Bundesstraße 41 noord- en oostwaarts naar o.a. Idar-Oberstein.
Het dichtstbijzijnde vliegveld van betekenis, Flughafen Saarbrücken, ligt ongeveer 20 km in zuidelijke richting, aan de oostrand van Saarbrücken.

## Economie
Eén belangrijk onderdeel van Saarstahl AG, waar precisieproducten van ijzer en staal gemaakt worden, is na de staalcrisis van 1982 tot op de huidige dag blijven voortbestaan. 
Verder heeft de zware industrie plaats gemaakt voor talrijke kleine en middelgrote bedrijven. Daaronder zijn ook filialen van enige belangrijke concerns, zoals:
- Eberspächer Gruppe, Esslingen am Neckar, fabrikant van auto-onderdelen (kachels, uitlaatsystemen, airco's, voor zowel personenauto's , bussen als vrachtauto's)
- Treofan, Raunheim, plastic verpakkingsfolie
- VENSYS Energy, windturbines
- ZF Friedrichshafen, automotoren, in een fabriek met ruim 200 personeelsleden, waar tot 2012 vaatwasmachines van het merk Bauknecht werden gemaakt
- Movianto, onderdeel van Walden Group, Frankrijk; logistiek bedrijf in de farmaceutische sector; hieraan gelieerde bedrijven  zijn o.a. gevestigd te Erembodegem, België, en Oss, Nederland
- Festo, onderdelen voor o.a. industriële robots; het bedrijf staat in stadsdeel Wiebelskirchen.
- het Nederlandse bedrijf Neways Electronics
- Hydac, procestechnologie

De dienstensector is o.a. vertegenwoordigd met drie ziekenhuizen, een psychiatrische kliniek voor jeugdigen en zeven zorgcentra voor ouderen.

## Geschiedenis

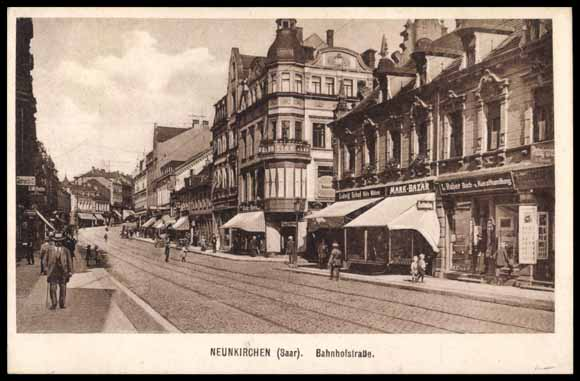
Bahnhofstraße, 1913

Vanaf de IJzertijd was in de streek sprake van winning van git en later ook steenkool.
Neunkirchen was zeker reeds vanaf 1593 een centrum van winning van ijzererts, in de 20e eeuw geruime tijd op het Ruhrgebied na het belangrijkste van geheel Duitsland. Zowel na de Eerste als na de Tweede Wereldoorlog was de streek, waar Neunkirchen deel van uitmaakt, meer dan 10 jaar lang bezet of politiek gecontroleerd door Frankrijk, wat stagnaties in de industriële ontwikkeling, en dus in de gehele economie, tot gevolg had. De bijbehorende zware industrie, waaronder hoogovenbedrijven,  hield in 1982, op één productielijn na, op te bestaan. Zie ook onder Saarstahl AG.
De naam Neunkirchen, en het gemeentewapen, zijn sinds 1869 verbonden met de nieuwe kerk van de stad. Dit is de evangelisch-lutherse Christuskirche, waarvan de bouw grotendeels bekostigd werd door de grootondernemer Carl Ferdinand von Stumm-Halberg.   Op 1 april 1922 verkreeg Neunkirchen, voordien wellicht het grootste dorp van Pruisen, stadsrechten.
Op 10 februari 1933 ontplofte een gashouder nabij de staalfabriek  van de  stad.  Bij deze ramp  vielen 68 doden en 190 gewonden.
In april 1945, aan het eind van de Tweede Wereldoorlog,  werd het centrum van Neunkirchen verwoest door een geallieerd luchtbombardement.
In 2009 werd in Saarland, o.a. rondom Neunkirchen, een post-industrieel natuurherstelproject, met de naam Landschaft der Industriekultur Nord (LIK Nord), opgestart. In 2021 was dit al zover gevorderd, dat op sommige plekken het landschap weer zover is hersteld, dat de sporen van de vroegere mijnbouw niet meer te herkennen zijn.

## Bezienswaardigheden
Neunkirchen is een industriestad. Veel bezienswaardigheden hebben betrekking op industrieel erfgoed. De wijk Altes Hüttenareal Neunkirchen, een voormalig staalindustriecomplex, wordt (2021) omgevormd tot een gebied voor wonen, winkelen, uitgaan en recreatie. Zo is in een voormalige watertoren een bioscoop met restaurant gevestigd; een voormalige hoogoven is als museaal object gehandhaafd. In de wijk herinnert ook veel aan de fabrikantenfamilie Stumm, die in de 19e en 20e eeuw de staalindustrie leidde, waaronder de directeursvilla, de privé-paardrijhal, een grafkapel enz.
Ten oosten van het centrum van de stad bevindt zich een dierentuin, de Neunkircher Zoo (130 diersoorten, 20 hectare). De nadruk ligt enigszins op dieren uit Australië en Azië, waaronder sneeuwluipaarden. Naast de dierentuin staat een opvanghuis voor in beslag genomen illegaal gehouden of gesmokkelde exotische dieren.
Monumentaal is de rooms-katholieke Sint-Mariakerk (Neunkirchen), waarvan de bouw werd voltooid in 1885.
De Städtische Galerie Neunkirchen is een in het voormalige Bürgerhaus gevestigde culturele instelling, die o.a. een museum voor hedendaagse kunst exploiteert.

## Belangrijke personen in relatie tot Neunkirchen

### De familie (Von) Stumm

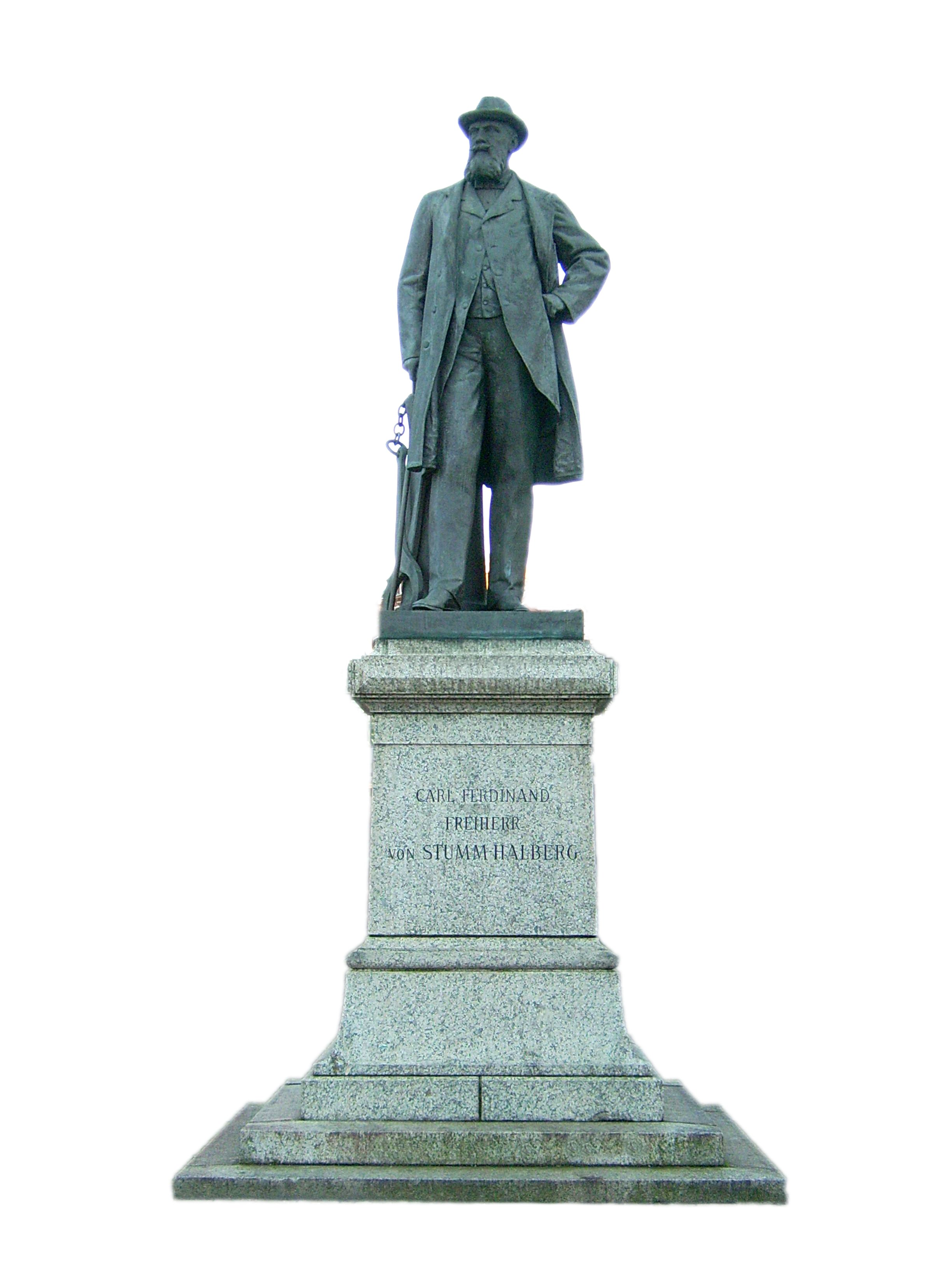
Bronzen standbeeld (1902) van Carl Ferdinand, baron Von Stumm

De uit Saarbrücken afkomstige familie Stumm, die in de tijd van het Duitse Keizerrijk ongeveer even rijk en machtig was als de familie Krupp, beheerste de ijzer- en staalindustrie te Neunkirchen vanaf 1806. Met name moet worden genoemd Carl Ferdinand Stumm (vanaf 1888: baron (Freiherr) von Stumm-Halberg), geboren op 30 maart 1836 in Saarbrücken, en overleden op 8 maart 1901 op het in zijn opdracht in 1880 gebouwde Kasteel Halberg bij Saarbrücken. Deze was niet alleen grootondernemer in de ijzer- en staalindustrie, maar ook een invloedrijk, gematigd rechts politicus. In 1867 had hij met anderen een eigen politieke partij opgericht, de Freikonservative Partei Deutschlands. In zijn manier van leiding geven wordt hij beschouwd als een zeer paternalistisch  bestuurder. Hij bekostigde ziekenhuizen, scholen enz. vooral om de arbeiders in zijn bedrijven tevreden te houden, maar eiste van zijn personeel extreme gehoorzaamheid; zelfs arbeiders, die wilden trouwen, hadden directeur Stumm's toestemming daarvoor nodig. Lidmaatschap van vakbonden en van aan het socialisme gelieerde organisaties was uit den boze. Von Stumm had diverse bijnamen, waaronder Koning Stumm (uitspraak van Bismarck), de sjeik van Saarabië , en in zijn eigen woonplaats Schlacke-Karl (Karel Slak). Na de Frans-Duitse Oorlog, die de annexatie van Elzas-Lotharingen in 1870 tot gevolg had, begon Stumm daar grote mijnbouwbedrijven te Ueckingen.
Stumm had geen zoons; de onderneming werd in 1903 in een GmbH Gebrüder Stumm ondergebracht, die in 1974 in Saarstahl AG opging. Veel van de activiteiten werden na de Eerste Wereldoorlog naar het Ruhrgebied verplaatst; de Stumms haalden al sinds plm. 1900 de voor hun staalbedrijven benodigde steenkool daarvandaan.

### Geboren te Neunkirchen
- Walter Rilla (* 22 augustus 1894; † 21 november 1980 in Rosenheim), succesvol filmacteur, vaak in misdaad- of horrorfilms te zien[7]
- Erich Honecker, de voormalige partijleider van de vroegere DDR, werd in 1912 in Neunkirchen geboren.
- Karl Rawer (* 19 april 1913; † 17 april 2018 in March bij Freiburg), natuurkundige, belangrijk onderzoeker in het vakgebied propagatie (radio) en op het gebied van de ionosfeer
- Stefan Kuntz (30 oktober 1962), voetballer
- Tobias Hans (1 februari 1978), politicus van de CDU.
- Lukas Spendlhofer (2 juni 1993), voetballer

## Afbeeldingen

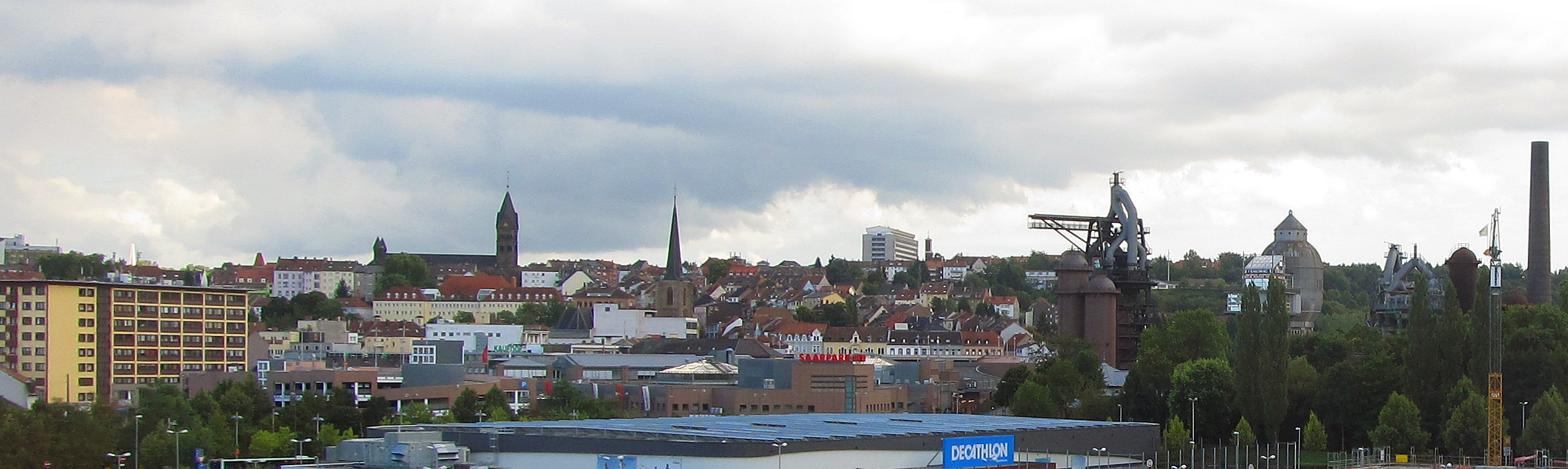
Gezicht op Neunkirchen
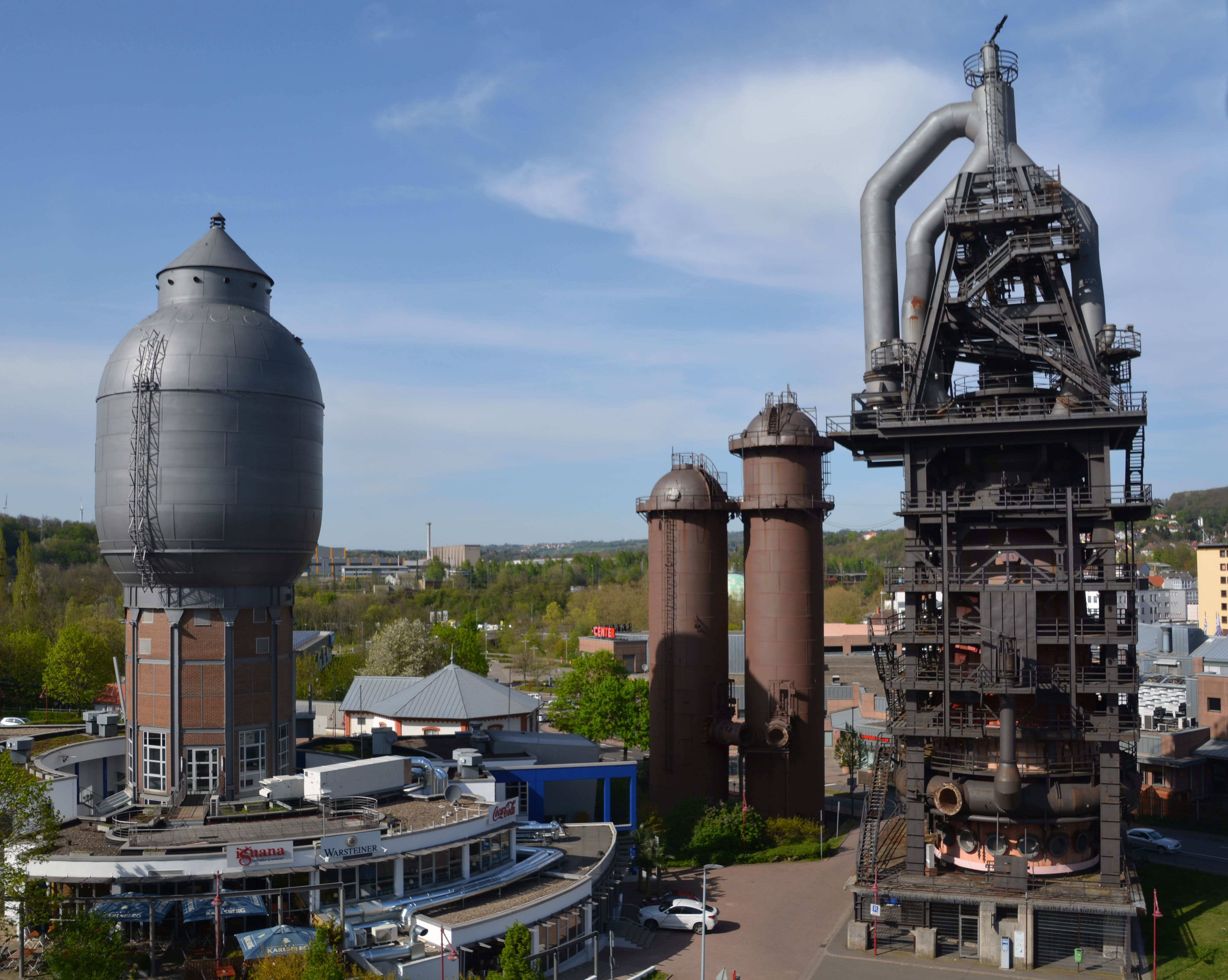
Altes Hüttenareal: links de v.m. watertoren, rechts de v.m. hoogoven
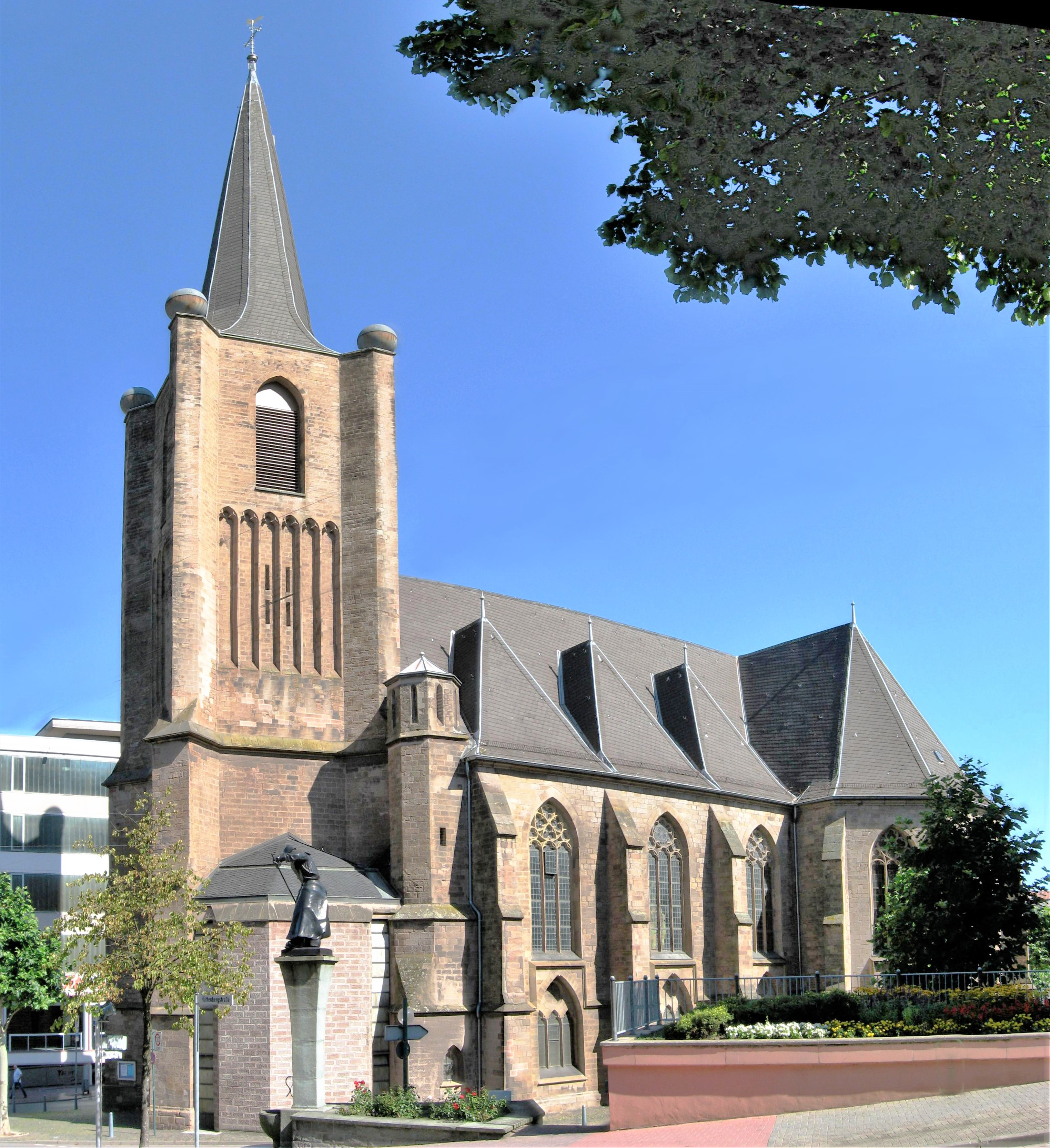
Evang.-lutherse Christuskerk
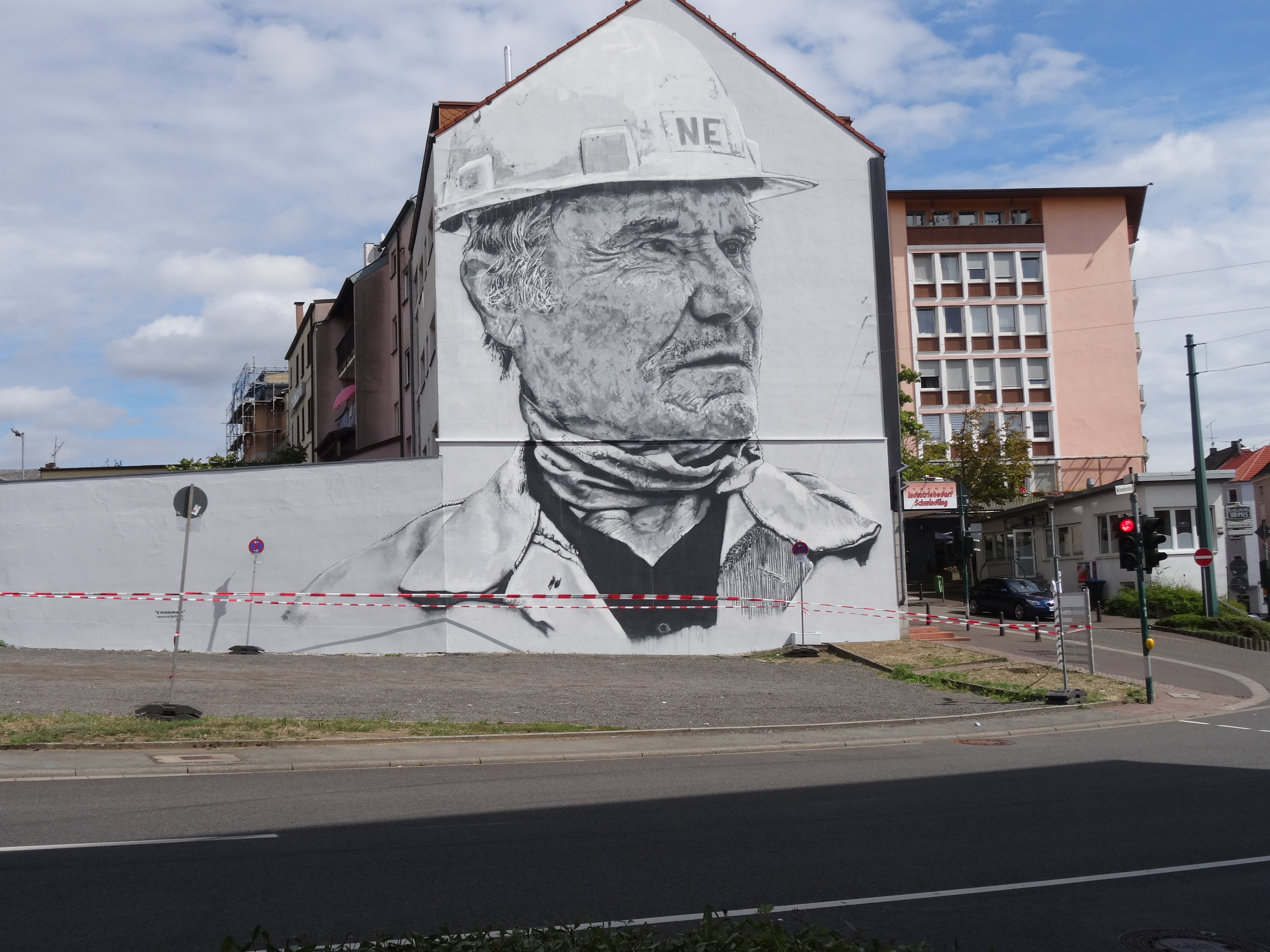
Mural  in de stad De staalarbeider, van de hand van de graffiti-kunstenaar Hendrik Beikirch
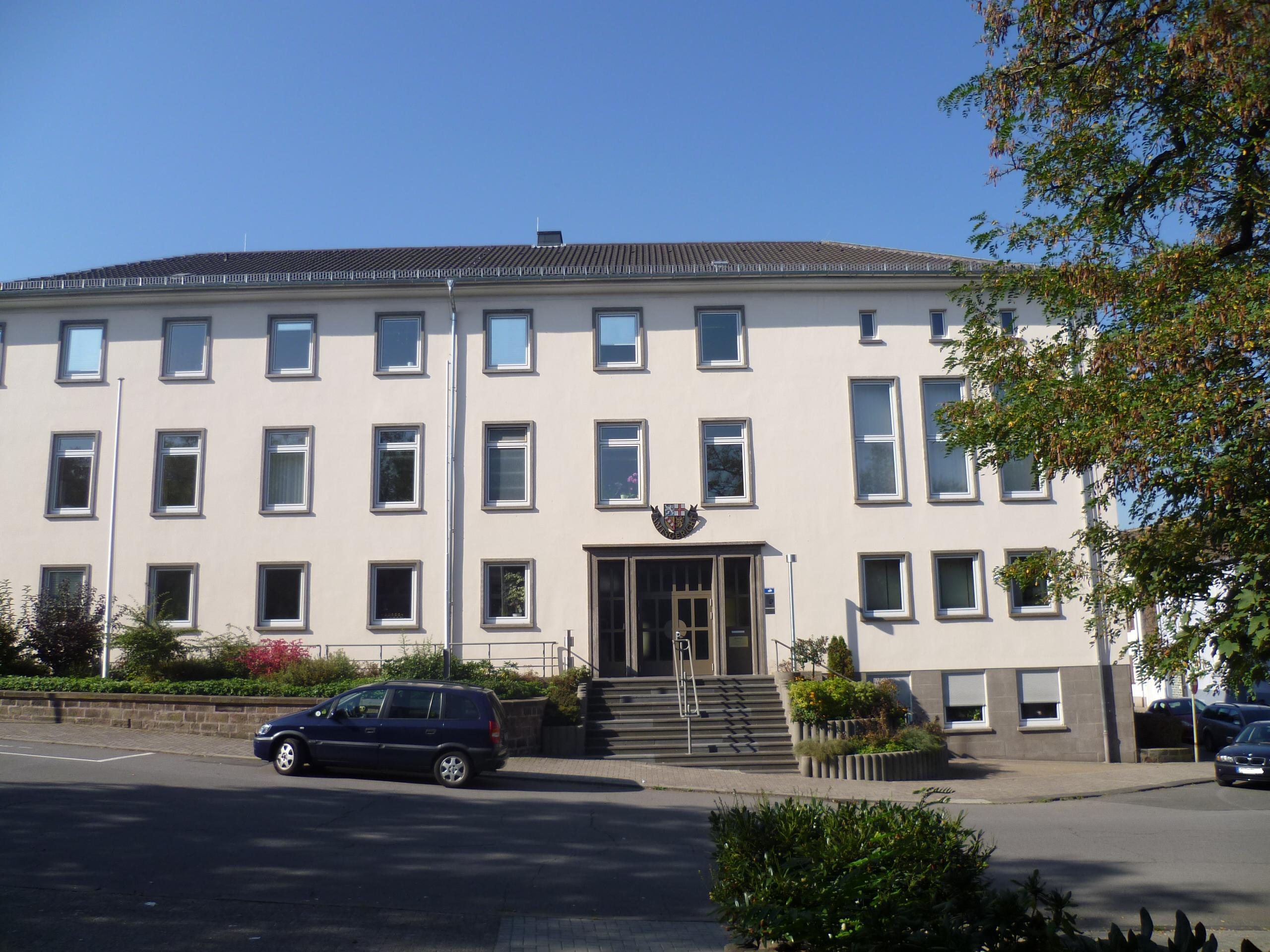
Gerechtsgebouw

## Partnergemeentes
Neunkirchen onderhoudt jumelages met:
- Mantes-la-Ville, in Frankrijk, sedert 3 oktober 1970

- Lübben, in de voormalige DDR, sedert 1986

- Wolsztyn, in Polen, sedert oktober 2010.